# Pedro Fernández Palazuelos
Pedro Fernández Palazuelos (Limpias, Cantabria, 29 de junio de 1951) es un fotógrafo español de reconocido prestigio.

Ha realizado numerosos trabajos tanto para prensa escrita (Agencia EFE, Grupo Zeta, El País, El Mundo, National Geographic Viajes, ¡Hola! o Cambio 16) como para instituciones y empresas privadas. Profesor de fotografía del ICE de la Universidad de Cantabria y en el Vicerrectorado de Extensión Universitaria (1982-87), actualmente imparte cursos de fotografía en Zoom Profesionales de la Imagen, empresa que dirige desde 1987.

## Exposiciones Individuales
1979

Series Naturales, Sala Amigos de la Unesco, Madrid

Sala de Turismo, Santander

1980

Series Naturales, Museo Provincial de Logroño

1981

Angular 81, Museo Municipal de Bellas Artes, Santander; Galería Puntal II, Torrelavega

1982

Angular 81, Casa de Cultura, Cabezón de la Sal

Collage Electoral, Galería Redor, Madrid

1990

Disciplinas anteriores al desfile, Galería Zoom, Santander

El arte del encuentro, Sala Robayera, Miengo

Sin telón, Cámara de Comercio, Santander

1991

Elígeme, Palacete del Embarcadero, Santander

1993

Equivalencias, Palacete del Embarcadero, Santander (con Ciuco Gutiérrez)

1997

Imágenes de cine en Cantabria, Centro Cultural Doctor Madrazo, Santander

1998

Sombrilla negra, Casa de Brasil, Madrid

2000

Sombrilla Negra, Universidad de Princeton (EE. UU.)

2002

Caprichos interiores, Palacio de Sobrellano, Comillas

Tras el cristal, Galería Pablo Hojas, Santander

2003

Bosque de agua, Galería Espacio Abierto, Madrid

Sala El Castillo, San Vicente de la Barquera

2004

Universos femeninos, Sala de CCOO, Santander (itinerancia por Cantabria)

Bosque de Agua, Galería Pablo Hojas, Santander

2007

"El todo no es igual a la suma de las partes, Galería Sicart, Vilafranca del Penedés, Barcelona

2008

Palabra Habitada, Centro de Estudios Lebaniegos, Potes

2009

Palabra Habitada, Palacete del Embarcadero , Santander (itinerancia por Cantabria); Casa de Cantabria, Madrid

## Exposiciones colectivas
1984

Sala María Blanchard, Torrelavega

Palacete del Embarcadero, Santander

Sala Modesto Tapia, Santander

1985

Universidad Internacional Menéndez Pelayo, Palacio de la Magdalena, Santander

1986

Museo Municipal de Bellas Artes, Santander

1987

Sala Expometro, Madrid

1988

Palacete del Embarcadero, Santander

1990

Fotopress 90, Fundación La Caixa, Barcelona

1991

Fotopress 91, Fundación La Caixa, Barcelona

2002

"XXF. 20 fotógrafos", Galería Pablo Hojas, Santander

Museo Jesús Otero, Santillana del Mar

2005

Galería Zoom, Festival de Fotografía y Vídeo Foconorte, Santander

ARCO, Madrid

Artesantander, Feria de Arte contemporáneo de Santander

2006

Asamblea de Extremadura, Mérida

2008

Asamblea Regional de Cantabria

2011

Sala El Castillo, San Vicente de la Barquera

## Obra en museos y colecciones
Museo de Arte Moderno y Contemporáneo de Santander

Colección Norte, Gobierno de Cantabria

Galería Robayera, Miengo

Museo Provincial de Logroño

Cámara de Comercio de Santander

Universidad de Princeton (EE. UU.)

Ayuntamiento de San Vicente de la Barquera

Fundación La Caixa -Fotopress-, Barcelona

Puerto de Santander

Fondos de arte contemporáneo, Caja Cantabria, Santander

## Libros publicados
Cantabria a través de sus municipios. Creática, 1996 

Cantabria, Otra Mirada. Creática, 1997 

Cuba en el Corazón. Creática, 1998

Santander Tercer Milenio. Creática, 2000

San Vicente de la Barquera. Claro Espejo de Agua. Creática, 2003

Desde la Bahía. Creática, 2006

Costa Quebrada. Creática, 2006

Santander: De mar en mar. Creática, 2006 

Pas, Pisueña y Miera. Los Valles Pasiegos. Creática, 2008

Música Porticada. Creática, 2008

Palabra Habitada: Toponimia y Medio Ambiente en Cantabria. Consejería de Medio Ambiente del Gobierno de Cantabria, 2008